# Statul Burgundiei
Statul Burgundiei (în franceză État bourguignon, în neerlandeză Bourgondische Rijk) este un concept inventat de istorici pentru a descrie un complex vast de teritorii care se referă, de asemenea la Valois-Bourgogne.
S-a dezvoltat în timpul Evului Mediu Târziu sub conducerea Ducilor de Burgundia din casa franceză de Valois și a fost compus din feudele atât ale francezilor, cât și ale romano-germanilor (ducatul și comitatul Burgundiei și Țările de Jos Burgunde). Acea construcție teritorială a supraviețuit dinastiei propriu-zise „Burgunde” și pierderii Ducatului de Burgundia însuși. Ca atare, nu trebuie confundat cu acea singură feudă.
Este considerată una dintre marile puteri din Europa secolului al XV-lea și începutului secolului al XVI-lea. Ducii de Burgundia au fost printre cei mai bogați și cei mai puternici prinți din Europa și au fost numiți uneori „Marii Duci ai Vestului”. Inclusiv regiunile înfloritoare din Flandra și Brabant, statul Burgundian a fost un centru major de comerț și negoț și un punct focal al culturii curtenești care a stabilit moda caselor regale europene și curții lor. Aproape s-a transformat într-un regat de sine stătător, dar moartea timpurie a lui Carol Temerarul în bătălia de la Nancy a pus capăt visului său lotaringian și moștenirea sa a trecut sub stăpânirea Casei de Habsburg prin căsătoria fiicei sale Maria cu Maximilian al Austriei. Între timp, Picardia și Ducatul de Burgundia au fost cucerite de regele Franței.
Împărțirea moștenirii Burgundiei a marcat începutul rivalității franco-habsburgice de secole și a jucat un rol esențial în politica europeană mult după ce Burgundia și-a pierdut rolul de entitate politică independentă. Odată cu abdicarea împăratului Carol al V-lea în 1555, Țările de Jos Burgunde au trecut sub stăpânirea Imperiului Spaniol al regelui Filip al II-lea. În timpul Revoltei Olandeze sau Războiul de Optzeci de Ani (1568–1648), provinciile nordice ale Țărilor de Jos și-au câștigat independența față de dominația spaniolă și au format Republica Olandeză (acum Țările de Jos). Provinciile sudice au rămas sub stăpânire spaniolă până în secolul al XVIII-lea și au devenit cunoscute sub numele de Țările de Jos Spaniole sau Țările de Jos de Sud (corespunzând aproximativ Belgiei, Luxemburgului și nordului Hauts-de-France de astăzi).